# Bne Akiwa
Bne Akiwa (Hebreeuws: בני עקיבא, letterlijk: Kinderen van Akiwa) of Bnei Akiva is de grootste religieus-zionistisch jeugdbeweging ter wereld. Bne Akiwa is gevestigd in 42 landen, waaronder Nederland, en heeft wereldwijd meer dan 125.000 leden. De beweging werd in 1929 opgericht.

## Geschiedenis
Bne Akiwa werd opgericht als de jongerenvleugel van de mizrachi-beweging. Het motto van Bne Akiva is Thora v'Avodah, dat Tora en Werk betekent. Het motto werd bedacht door rabbijn Shmuel Chaim Landau. De religieus-zionistisch organisatie ontstond na de Eerste Wereldoorlog, aan het einde van de jaren 20 van de 20ste eeuw.